# Niederquembach
Niederquembach ist ein Ortsteil der Gemeinde Schöffengrund im mittelhessischen Lahn-Dill-Kreis. 

## Geographische Lage
Niederquembach liegt im Östlichen Hintertaunus im Norden des Naturparks Taunus. In Ortsnähe mündet der Quembach in den Solmsbach. Am Westrand des Dorfs treffen sich die Landesstraßen 3052 und 3283. Die Ortschaft liegt am stillgelegten Abschnitt der Bahnstrecke Friedrichsdorf–Albshausen. Die nächste größere Stadt ist Wetzlar. Höchste Erhebung bei Niederquembach ist die Kanzel mit 326 Meter über NN.
Nachbarorte sind Altenkirchen (südwestlich), Neukirchen (nordwestlich),  Schwalbach (nördlich), Oberquembach (östlich) und Kraftsolms (südlich).

## Geschichte

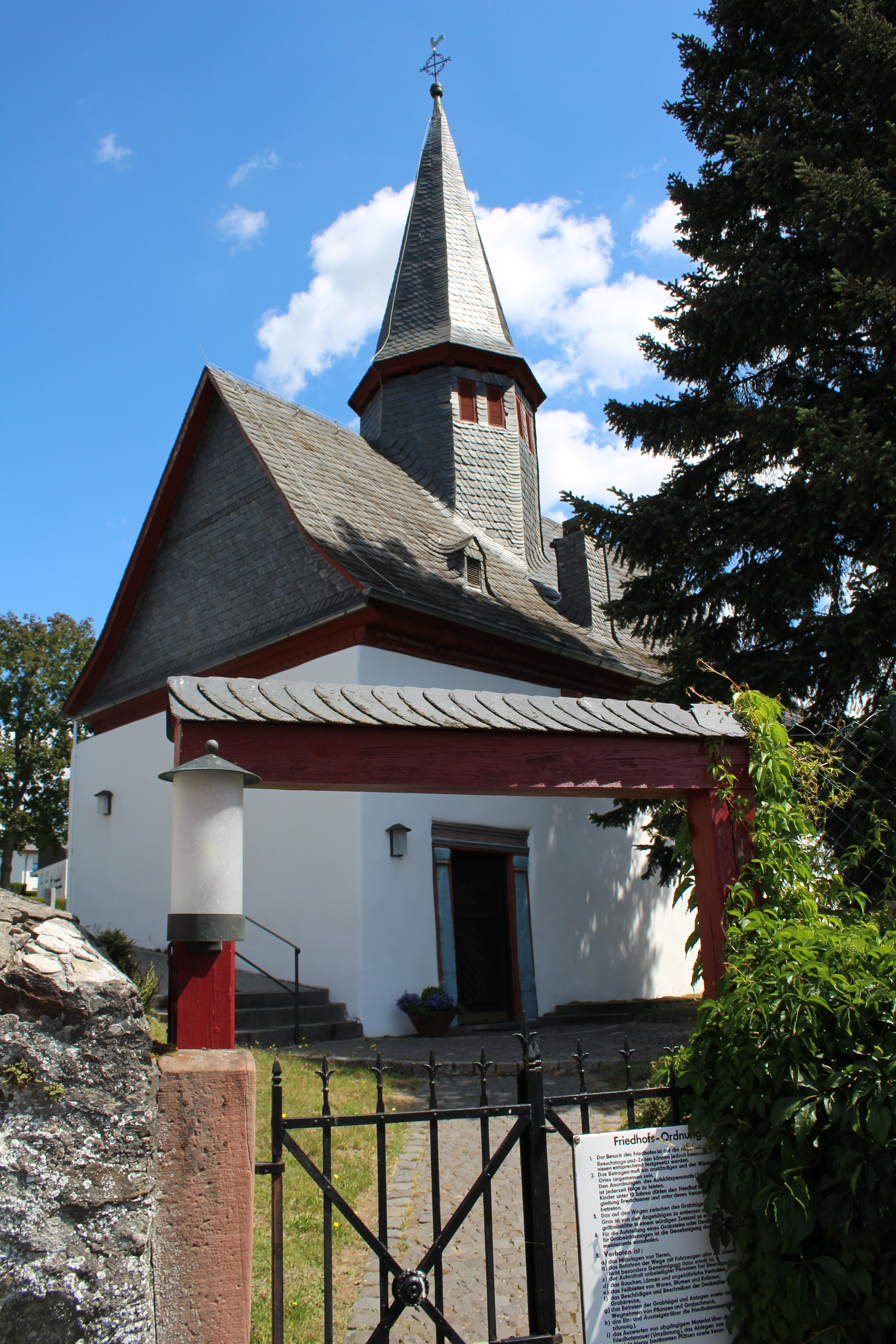
Evangelische Kirche von 1603

### Ortsgeschichte
Die älteste bekannte schriftliche Erwähnung von Niederquembach erfolgte unter dem Namen inferiori Quenenbach im Jahr 1314 in einer Urkunde der Stadt Wetzlar.
Ende des 16. Jahrhunderts vernichtete ein Feuer den ganzen Ort. Im Jahr 1603 wurde eine neue Kirche errichtet.
Nach dem Zweiten Weltkrieg siedelten sich hier vertriebene Donauschwaben an.
Zum 31. Dezember 1971 fusionierte die bis dahin selbständige Gemeinde Niederquembach mit fünf weiteren Gemeinden im Zuge der hessischen Gebietsreform freiwillig zur Großgemeinde Schöffengrund. Sitz der Gemeindeverwaltung wurde Schwalbach. Für die ehemals eigenständigen Gemeinden von Schöffengrund wurde je ein Ortsbezirk  gebildet.

### Verwaltungsgeschichte im Überblick
Die folgende Liste zeigt die Staaten und Verwaltungseinheiten, denen Niederquembach angehört(e):
- vor 1806: Heiliges Römisches Reich, Fürstentum Solms-Braunfels, Anteil der Grafschaft Solms, Amt Braunfels
- ab 1806: Herzogtum Nassau,[Anm. 2] Amt Braunfels[Anm. 3]
- ab 1816: Königreich Preußen,[Anm. 4] Provinz Großherzogtum Niederrhein, Regierungsbezirk Koblenz, Kreis Braunfels[7]
- ab 1822: Königreich Preußen, Rheinprovinz, Regierungsbezirk Koblenz, Kreis Wetzlar[Anm. 5]
- ab 1866: Norddeutscher Bund,[Anm. 6] Königreich Preußen, Rheinprovinz, Regierungsbezirk Koblenz, Kreis Wetzlar
- ab 1871: Deutsches Reich, Königreich Preußen, Rheinprovinz, Regierungsbezirk Koblenz, Kreis Wetzlar
- ab 1918: Deutsches Reich (Weimarer Republik), Freistaat Preußen, Rheinprovinz, Regierungsbezirk Koblenz, Kreis Wetzlar
- ab 1932: Deutsches Reich, Freistaat Preußen, Provinz Hessen-Nassau, Regierungsbezirk Wiesbaden, Kreis Wetzlar
- ab 1944: Deutsches Reich, Freistaat Preußen, Provinz Nassau, Kreis Wetzlar
- ab 1945: Amerikanische Besatzungszone,[Anm. 7] Groß-Hessen, Regierungsbezirk Wiesbaden, Kreis Wetzlar
- ab 1949: Bundesrepublik Deutschland, Land Hessen, Regierungsbezirk Wiesbaden, Kreis Wetzlar
- ab 1968: Bundesrepublik Deutschland, Land Hessen, Regierungsbezirk Darmstadt, Kreis Wetzlar
- ab 1972: Bundesrepublik Deutschland, Land Hessen, Regierungsbezirk Darmstadt, Kreis Wetzlar, Gemeinde Schöffengrund[Anm. 8]
- ab 1977: Bundesrepublik Deutschland, Land Hessen, Regierungsbezirk Darmstadt, Lahn-Dill-Kreis, Gemeinde Schöffengrund
- ab 1981: Bundesrepublik Deutschland, Land Hessen, Regierungsbezirk Gießen, Lahn-Dill-Kreis, Gemeinde Schöffengrund

## Bevölkerung

### Einwohnerentwicklung
| Niederquembach: Einwohnerzahlen von 1834 bis 2020 | Niederquembach: Einwohnerzahlen von 1834 bis 2020 | Niederquembach: Einwohnerzahlen von 1834 bis 2020 | Niederquembach: Einwohnerzahlen von 1834 bis 2020 | Niederquembach: Einwohnerzahlen von 1834 bis 2020 |
| --- | ------------------------------------------------- | ------------------------------------------------- | ------------------------------------------------- | ------------------------------------------------- |
| Jahr |                                                   |                                                   |                                                   | Einwohner                                         |
| 1834 | 1834                                              |                                                   | 187                                               | 187                                               |
| 1840 | 1840                                              |                                                   | 164                                               | 164                                               |
| 1846 | 1846                                              |                                                   | 182                                               | 182                                               |
| 1852 | 1852                                              |                                                   | 200                                               | 200                                               |
| 1858 | 1858                                              |                                                   | 194                                               | 194                                               |
| 1864 | 1864                                              |                                                   | 217                                               | 217                                               |
| 1871 | 1871                                              |                                                   | 244                                               | 244                                               |
| 1875 | 1875                                              |                                                   | 240                                               | 240                                               |
| 1885 | 1885                                              |                                                   | 233                                               | 233                                               |
| 1895 | 1895                                              |                                                   | 231                                               | 231                                               |
| 1905 | 1905                                              |                                                   | 266                                               | 266                                               |
| 1910 | 1910                                              |                                                   | 290                                               | 290                                               |
| 1925 | 1925                                              |                                                   | 336                                               | 336                                               |
| 1939 | 1939                                              |                                                   | 362                                               | 362                                               |
| 1946 | 1946                                              |                                                   | 486                                               | 486                                               |
| 1950 | 1950                                              |                                                   | 489                                               | 489                                               |
| 1956 | 1956                                              |                                                   | 547                                               | 547                                               |
| 1961 | 1961                                              |                                                   | 594                                               | 594                                               |
| 1967 | 1967                                              |                                                   | 644                                               | 644                                               |
| 1970 | 1970                                              |                                                   | 633                                               | 633                                               |
| 1980 | 1980                                              |                                                   | ?                                                 | ?                                                 |
| 1987 | 1987                                              |                                                   | 741                                               | 741                                               |
| 2000 | 2000                                              |                                                   | ?                                                 | ?                                                 |
| 2011 | 2011                                              |                                                   | 705                                               | 705                                               |
| 2020 | 2020                                              |                                                   | 741                                               | 741                                               |
| Datenquelle: Historisches Gemeindeverzeichnis für Hessen: Die Bevölkerung der Gemeinden 1834 bis 1967. Wiesbaden: Hessisches Statistisches Landesamt, 1968. Weitere Quellen: LAGIS; Gemeinde Schöffengrund; Zensus 2011 |                                                   |                                                   |                                                   |                                                   |

### Einwohnerstruktur 2011
Nach den Erhebungen des Zensus 2011 lebten am Stichtag dem 9. Mai 2011 in Niederquembach 705 Einwohner. Darunter waren 15 (2,1 %) Ausländer.
Nach dem Lebensalter waren 105 Einwohner unter 18 Jahren, 294 zwischen 18 und 49, 165 zwischen 50 und 64 und 141 Einwohner waren älter.
Die Einwohner lebten in 303 Haushalten. Davon waren 75 Singlehaushalte, 90 Paare ohne Kinder und 99 Paare mit Kindern, sowie 33 Alleinerziehende und 6 Wohngemeinschaften. In 60 Haushalten lebten ausschließlich Senioren und in 198 Haushaltungen lebten keine Senioren.

### Historische Religionszugehörigkeit
| • 1834: | 187 evangelische (= 100 %) Einwohner                                |
| • 1961: | 450 evangelische (= 75,76 %), 140 katholische (= 23,57 %) Einwohner |

## Politik
Für Niederquembach besteht ein Ortsbezirk (Gebiete der ehemaligen Gemeinde Niederquembach) mit Ortsbeirat und Ortsvorsteher nach der Hessischen Gemeindeordnung.
Der Ortsbeirat besteht aus fünf Mitgliedern. Bei den Kommunalwahlen in Hessen 2021 kam kein Ortsbeirat zustande.

## Infrastruktur
Im Ort gibt es einen Kindergarten.